# Doeveren (natuurgebied)
Doeveren is een natuurgebied in West-Vlaanderen dat wordt beheerd door Natuurpunt. Het natuurgebied is 60 hectare groot en bevindt zich op het grondgebied van de gemeenten Zedelgem en Oostkamp in het Houtland (West-Vlaanderen).  
Doeveren is een voormalig adellijk domein dat aan de noordkant omsloten wordt door het gemeentelijk groendomein Merkenveld.  Aan de oostkant ligt het oostelijk deel van Doeveren ingebed in de bossen van adellijke Oostkampse heren en het Kampveld. De bos- en landbouwpercelen werden in 2003 door Natuurpunt aangekocht. Later gaf de gemeente Zedelgem nog enkele hectaren aansluitend in beheer.  
Het landschap bestaat uit bossen, dreven, graslanden en de laatste restanten van Atlantische heide. De hooilanden worden begraasd door Gallowayrunderen. In het gebied komen rode dopheide, kleine zonnedauw, levendbarende hagedis, boommarter, zwarte specht en wespendief voor. Doeveren is vrij toegankelijk via twee bewegwijzerde wandellussen in het gebied (van 3.5 en 2 kilometer lang). 